# Marjo Kuusela
Marjo-Leena Kuusela-Kitti, född 30 september 1946 i Åbo, är en finländsk dansare och koreograf. 
Kuusela grundade 1972 dansteatern Raatikko tillsammans med Maaria Wolska. Åren 1972–1987 verkade hon som dansare, koreograf och konstnärlig ledare för Raatikko, som under 1970- och 1980-talen var Finlands internationellt mest kända dansteater och samtidigt dansens flaggskepp för samhällsengagerad scenkonst med sin konstnärliga linje kallad realistisk dansteater. Gruppen var också banbrytande för professionalismens framväxt inom samtida dans i Finland. Åren 1992–1996 var Kuusela konstnärlig ledare för dansgruppen vid Helsingfors stadsteater. 
Kuusela har koreograferat bland annat Väki ilman valtaa (1974), Salka Valka (1977) och Turun palo (1982) för Raatikko, helaftonsbaletten Ronja Rövardotter (1989) för Finlands nationalbalett och Tyttö ja tanssiva karhu (1993) för Helsingfors stadsteater. Hon har satt upp sina koreografier bland annat i Reykjavik, Tartu och Göteborg. Hon har gjort koreografi även för ett flertal teaterpjäser och operor sedan 1970-talet. Hon var professor i koreografi vid Teaterhögskolan i Helsingfors 1996–2008. Hon var konstnärlig ledare för dansfestivalen i Pyhäjärvi 1992–1994 och arrangör för evenemanget Billnäs – en dag med dans sedan 1998. Hon tilldelades Pro Finlandia-medaljen 1987 och titeln konstens akademiker 2009.